# Трудовая книжка
Трудова́я кни́жка — официальный персональный документ, содержащий записи о трудоустройстве гражданина. В Европе известны с конца XVIII века (Франция; там же и появилось название документа, фр. livret d'ouvrier). В СССР трудовые списки (трудовые книжки) введены взамен дореволюционных послужных списков, охватывавших лишь некоторые категории граждан.
В современной России трудовая книжка до 2021 года оформлялась при первом поступлении на работу, хранится в отделе кадров организации-работодателя, содержит личные данные (фамилию, имя, отчество), дату и год рождения, образование, профессию и специальность; изменения и информация о взаимоотношениях с работодателем регистрируются в трудовой книжке и заверяются подписью ответственного сотрудника отдела кадров. Записи об увольнении удостоверяются личной подписью гражданина. При увольнении или переходе на другое место работы трудовая книжка выдаётся гражданину на руки, а при оформлении трудовых отношений с новой организацией — передаётся в её отдел кадров.
Также работник может запросить трудовую книжку в отделе кадров, чтобы оформить пенсию. После того, как он получит документ из СФР, в течение трех рабочих дней он обязан вернуть трудовую книжку работодателю. Еще одна причина, по которой сотрудник получит трудовую книжку на руки даже без увольнения — если решит перейти на сведения о трудовой деятельности — форму СТД-Р или электронную трудовую книжку.

## История документа
Во Франции с 1749 года от работника при приёме на работу требовалось предъявить документ от предыдущего нанимателя. Этот порядок был введён с целью борьбы с бродяжничеством. С 1781 года вместо одноразовых документов были введены «трудовые книжки» (фр. livret d'ouvrier). Они были отменены во время Великой Французской революции, но вновь введены в 1803 году при Наполеоне. До 1854 года постоянно находились у нанимателя, после принятия закона от 22 июня оставались у работника. Перестали быть обязательными в 1890 году, но выдавались до 1908 года включительно.
В Дании трудовые книжки (дат. skudsmålsbog) введены в 1832 году, в Германии (нем. Arbeitsbuch) — в 1892 году. В гитлеровской Германии (1935—1945) постепенно вводилась система трудовых книжек, обязательных для всех работников. В послевоенной ГДР существовали до 1967 года. В Италии трудовые книжки (итал. libretto del lavoro) существовали в 1935—1997 годах, были заменены трудовой информационной системой (SIL, Sistema Informativa Laboro). В Словении (словен. Delovna knjižica) использовались в 1990—2009 годах, заменены базой данных пенсионного фонда.
- Трудовая (расчётная) книжка. Российская Империя, 1912

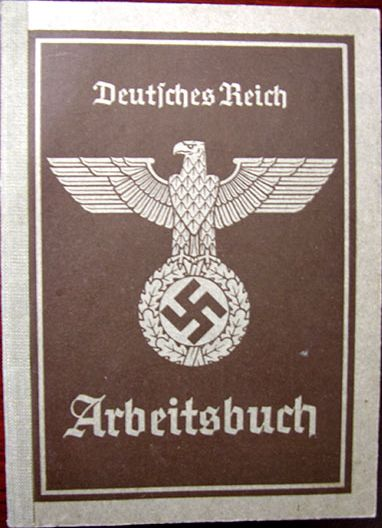
Общая трудовая книжка. Третий рейх, 1935–1945
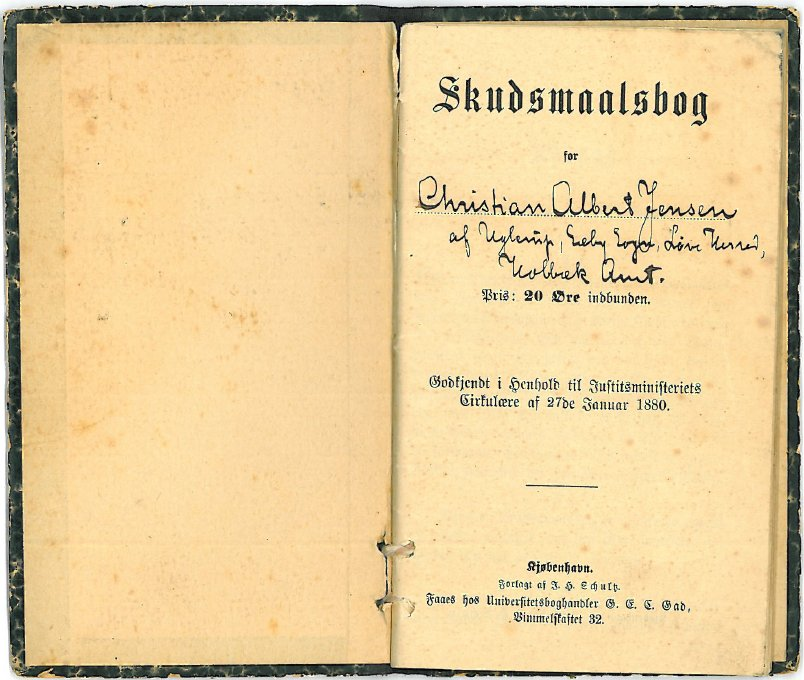
Датская трудовая книжка, 1907
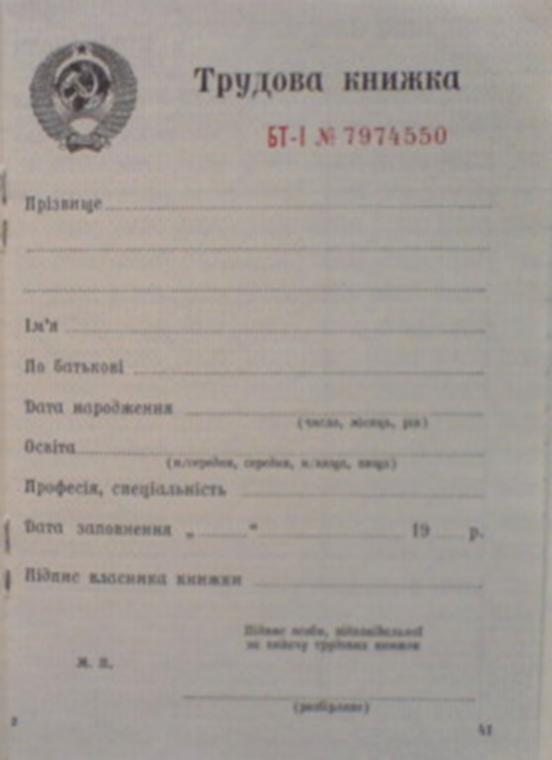
Трудовая книжка СССР (Украинская ССР, на двух языках), 1974–1991
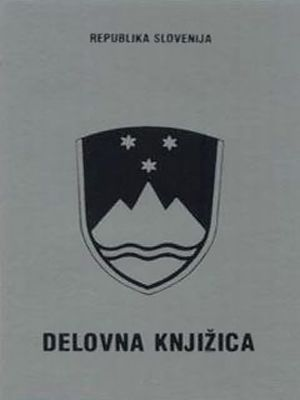
Словения, 1990–2009

## История документа в СССР
В Российской империи образование, трудовая деятельность, чины и награды отражались в Формулярном списке о службе, который заполнялся и сшивался на длинных листах размером более А3 (формат бумаги).

### 1918—1922

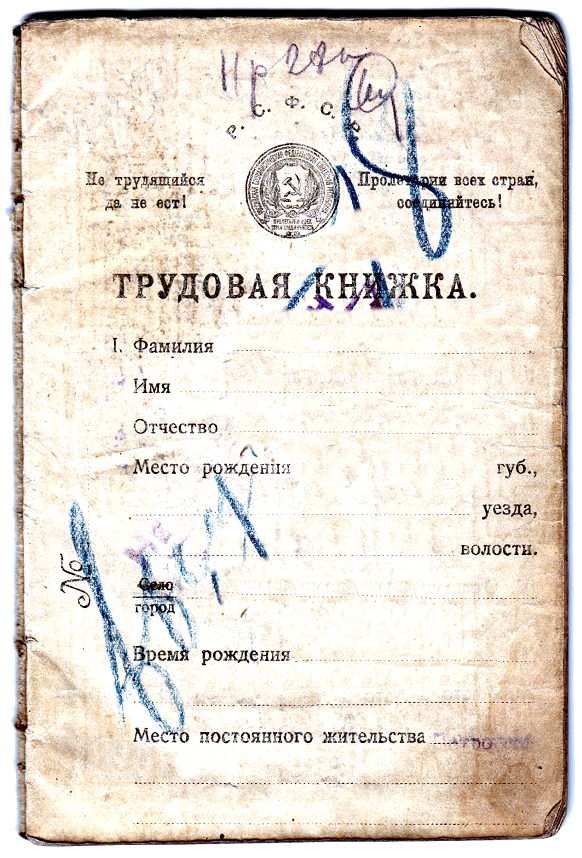
Трудовая книжка. 1921 года, по декрету от 1919 года

С провозглашением новых отношений между «бессословными», «нечиновными» гражданами и государственной властью после революции, произошедшей 7—8 ноября (25—26 октября по старому стилю) 1917 года, возникла потребность в формировании институтов, законодательно регламентирующих факторы труда и его оплаты, — статуса найма производителей и учреждений, оплачивающих их работу.
Вместе с Конституцией РСФСР 1918 года, гарантировавшей советским людям право на труд, ВЦИК принял Кодекс законов о труде, определявший, наряду с положениями о еженедельном отдыхе и праздничных днях, о выдаче пособий трудящимся во время болезни и по безработице, правила о трудовых книжках. Соответствующее положение вошло в «Приложение к статье 80-й КЗоТ». Этот пакет законодательных и поззаконных актов был первым опытом оформления трудовых отношений в новой форме государственности. Трудовая книжка (трудовой список), фиксировавший эти отношения, упразднял любые удостоверения личности для: 1) лиц, живших на нетрудовой доход, поступления с имущества, % с капитала; 2) лиц, трудившихся по найму; 3) членов советов и правлений акционерных обществ, компаний и всякого рода товариществ и директоров этих обществ; 4) частных торговцев, биржевых маклеров, торговых и коммерческих посредников; 5) лиц свободных профессий, если они не выполняли общественно-полезную функцию; 6) лиц, не имевших определенных занятий.
Местными Советами учреждениям (работодателям) были предписаны сроки заполнения трудовых книжек — не реже одного раза в месяц, когда в этом документе производилась запись об исполнении гражданами общественных работ и повинностей. Это закреплялось «Конституционным законом о труде» (КЗоТ) в декабре 1918 года. Тогда же Народный Комиссариат Труда утвердил статус и форму трудовой книжки. Было предписано указывать в документе: фамилию, имя, отчество и время рождения владельца; название и адрес профсоюза, к которому он принадлежит; категорию, присваиваемую при зачислении на работу расценочными комиссиями профсоюзов. Владелец должен был удостоверять подписью все записи в трудовой книжке, при увольнении с работы документ оставался у его владельца.
25 июня 1919 года ВЦИК издал «Декрет о введении трудовых книжек в городах Петрограде и Москве», устанавливавший возраст, с которого граждане могли начинать трудовую деятельность — с 16 лет. Эксплуатация лиц, не достигших этого возраста, детей, объявлялась вне закона. Законодательные положения декрета утратили свою юридическую силу с ноября 1922 года.
20 июня 1923 года трудовые книжки были упразднены декретом ВЦИК и на смену им были вновь введены удостоверения личности.

### 1926—1939

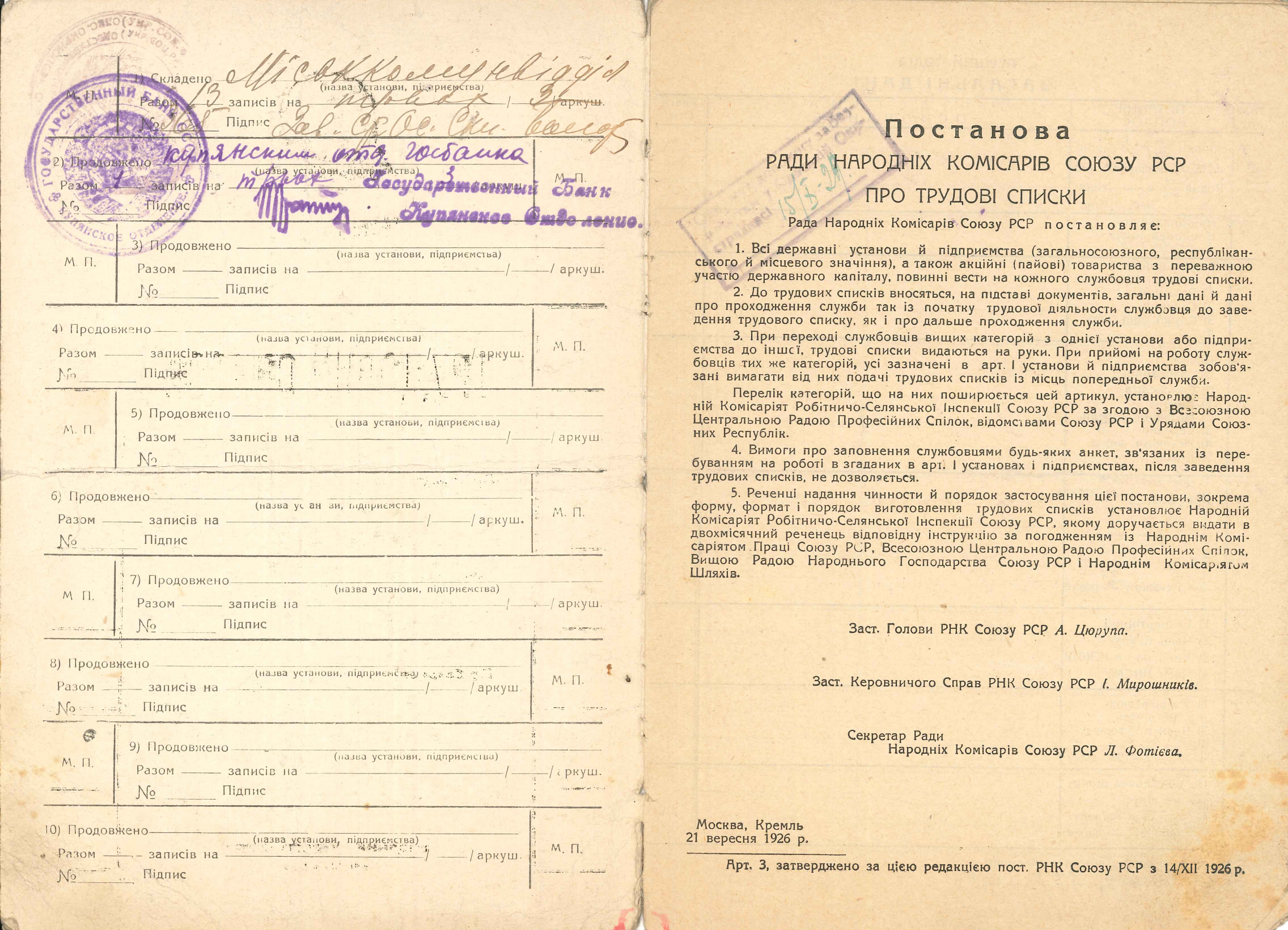
Постановление СНК СССР от 21 сентября 1926 года за подписью А. Цюрупы о введении трудовых списков

21 сентября 1926 года постановлением Совета Народных Комиссаров СССР взамен трудовых книжек были введены «Трудовые списки».

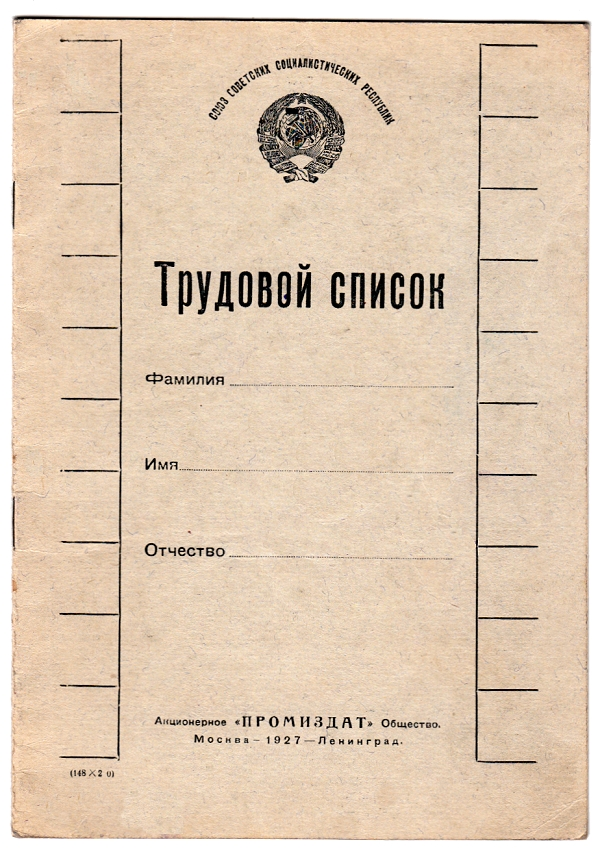
Трудовой список для РСФСР. Отпечатан АО «Промиздат,» Москва-Ленинград
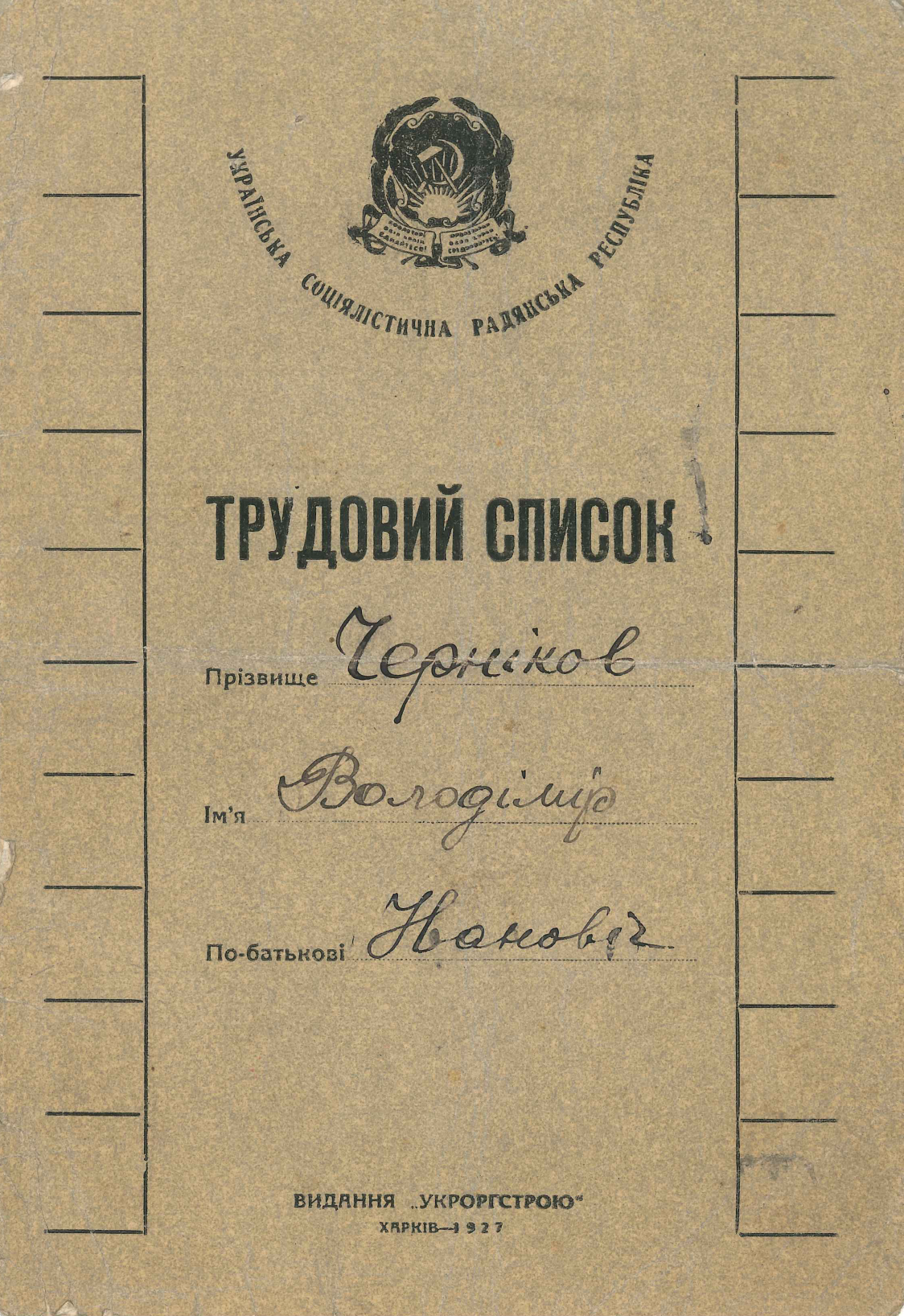
Вариант трудового списка для Украинской ССР. Отпечатан «Укроргстрой», Харьков

### 1939—1970

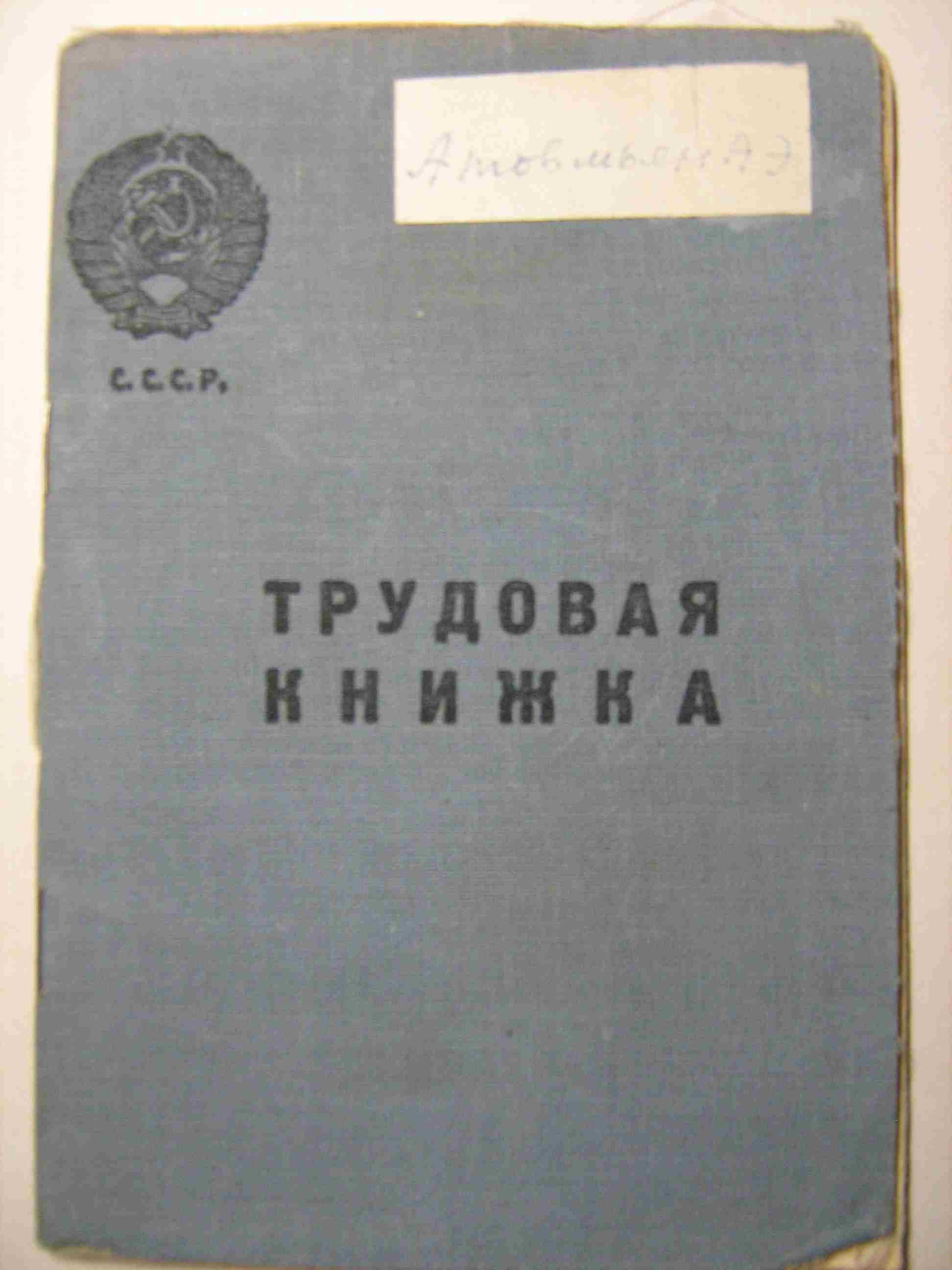
Трудовая книжка образца 1939 г.

С 15 января 1939 года в СССР вновь введены трудовые книжки единого образца для рабочих и служащих всех государственных и кооперативных предприятий и учреждений. За утрату трудовой книжки установлен административный штраф в размере 25 рублей.  C 1940 года был утвержден вкладыш в трудовую книжку.
9 июля 1958 года была утверждена «Инструкция о порядке ведения трудовых книжек на предприятиях, в учреждениях и организациях», в которой подробно регламентировался порядок заполнения, хранения, учёта и выдачи работникам трудовых книжек. До 1970 года эта Инструкция претерпела многие изменения, получала дополнения и разъяснения вплоть до принятия новых положений трудового законодательства, которые также выразились многими частными изменениями.

### 1973—1991
На протяжении всего времени практики использования трудовых книжек в СССР наблюдались отдельные проблемы в законодательстве, связанные с нормами их ведения, учёта и хранения, поэтому 6 сентября 1973 года Совет Министров СССР и ВЦСПС в целях дальнейшего улучшения порядка ведения трудовых книжек рабочих и служащих на предприятиях, в учреждениях и организациях, а также повышения воспитательного значения трудовых книжек в деле укрепления трудовой дисциплины приняли Постановление «О трудовых книжках рабочих и служащих». 20 июня 1974 года была утверждена Инструкция о порядке ведения трудовых книжек на предприятиях, в учреждениях и организациях, изменения и дополнения имели место в 1985 году, 1987 и в 1990 году.

## Трудовые книжки в Российской Федерации

### 1991 по настоящее время
В настоящее время положение о трудовых книжках регламентируется Приказом Минтруда России от 19 мая 2021 г. № 320н «Об утверждении формы, порядка ведения и хранения трудовых книжек».
Ответственность за организацию работ по ведению, учёту, хранению и выдаче трудовых книжек возлагается на руководителя организации, а ответственность за своевременное и правильное заполнение трудовых книжек, их учёт и хранение и выдачу несёт специальное уполномоченное лицо, назначаемое приказом руководителя.
В Министерстве труда и социального развития Российской Федерации разрабатывается концепция перехода с бумажных на электронные трудовые книжки. По данным опроса, проведённого в декабре 2017 года ВЦИОМ, большинство опрошенных совершеннолетних россиян хотели бы введения электронных трудовых книжек с сохранением бумажных. По состоянию на май 2019 года трудовые книжки россиян оцифрованы на 100 %. Сведения о трудовой деятельности работников передаются работодателем в электронном виде в Пенсионный фонд с 1 января 2020 года, а с 1 января 2023 года в Социальный фонд России.
1 января 2021 года отменили выдачу бумажных трудовых книжек работникам, которые трудоустраиваются впервые.